# Szula (madár)

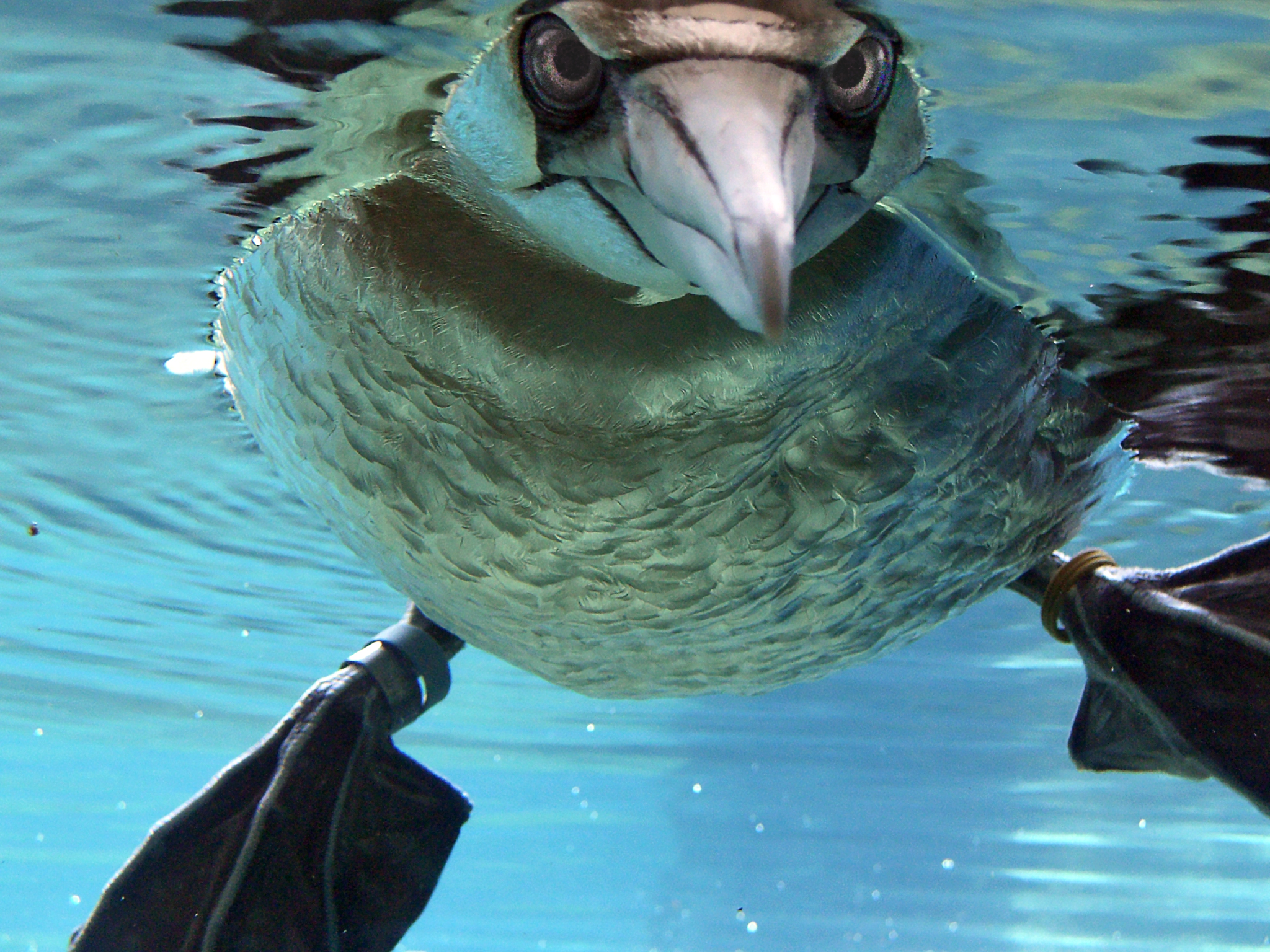
Vadászat a víz alatt

A szula (Morus bassanus) a madarak (Aves) osztályának a szulaalakúak (Suliformes) rendjébe, ezen belül a szulafélék (Sulidae) családjába tartozó faj.
Egyes rendszerbesorolások a Sula nembe sorolják Sula bassana néven.

## Előfordulása
Az Atlanti-óceán tengerparti sávjában él, az északi féltekén az egyenlítőig, a Földközi-tenger partjainál is költ.

## Megjelenése
Testhossza 75–100 centiméter, szárnyfesztávolsága 165–180 centiméter. Testtömege 2,4–3,5 kilogramm. A barnásfekete faroktollak kivételével általában fehér, a fejtető és hátsónyak sárgásan árnyalt. A szem sárga, a csőr kékes; a láb zöld; a csupasz torokbőr fekete. A szula csak négyéves kora után éri el a felnőttek tollazatát. Ezt megelőzően előbb feketés-barna, majd barnás-fehér „gyerekruhát” hord.

## Életmódja
A szula kolóniákban költ, különben nem túlzottan társas lény. A nagy magasságból, csapatosan a levegőből vágódik a vízbe, hering- és makrélarajokra vadászva, olyan látványt nyújtva, mintha késeket dobálnának a vízbe. 15-35 méter mélyre is lemerül. A szula 16-20 évig él.

## Szaporodása
Az ivarérettséget 5-6 éves korban éri el. A párzási időszak április–június között van. Tengeri szigetek meredek sziklafalain, vegyes telepeken, a földre sziklák közé rakja, növényi törmelékből készített fészkét. A fészekben egy fehéres tojás található. A kotlás 44 napig tart. A költésben mindkét nembeli szülő felváltva vesz részt. A fiatal madár 70-90 naposan repül ki.
|  |  |  |  |